# Phyllophaga marina
Phyllophaga marina är en skalbaggsart som beskrevs av Garcia-vidal 1987. Phyllophaga marina ingår i släktet Phyllophaga och familjen Melolonthidae. Inga underarter finns listade i Catalogue of Life.